# Kiváló Szolgálatért érdemrend

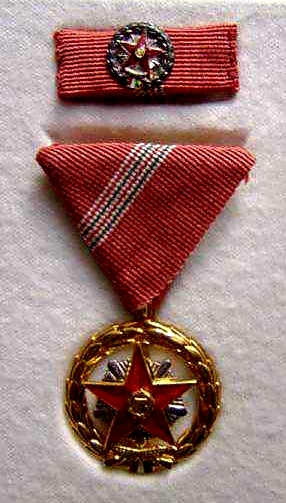
Kiváló Szolgálatért érdemrend 1964-ből

A Kiváló Szolgálatért érdemrend a Magyar Népköztársaság egyik állami kitüntetése volt. A kitüntetést 1953-ban alapították, de többször módosítottak a kialakításában. Legalább három a kitüntetés harmadik formája, amelyből 14 259 példányt adományoztak, általában 15 év szolgálat elismerésére.
A kitüntetést 1964. október 12-én módosította a Magyar Népköztársaság belügyminisztere, ahol a Kiváló Szolgálatért érdemérem megnevezése Kiváló Szolgálatért érdemrendre módosult, amelyből már jóval kevesebbet adományoztak; főleg főtiszti kitüntetésként funkcionált ettől fogva.